# Julius Gottfried Conrad Hecht
Julius Gottfried Conrad Hecht ( * 1771 - 1837 ) fue un botánico prusiano, y que fue consejero del rey de Prusia.

## Honores
En su honor se nombró el género Hechtia Klotzsch 1835
- La abreviatura «Hecht» se emplea para indicar a Julius Gottfried Conrad Hecht como autoridad en la descripción y clasificación científica de los vegetales.[1]